# Trương Tuyết Nghênh
Trương Tuyết Nghênh (tiếng Trung: 张雪迎, Bính âm: Zhang Xueying, sinh ngày 18 tháng 6 năm 1997) là một nữ diễn viên người Trung Quốc . Năm 2016, cô đỗ thủ khoa của Học viện Hý kịch Trung ương, một trong những nơi đào tạo nhân tài nghệ thuật của Trung Quốc, với số điểm rất cao 115.2/150. Trương Tuyết Nghênh từ nhỏ đã bén duyên với nghệ thuật, hiện nay đã có cho mình rất nhiều vai diễn. Năm 2017, cô đảm nhận vai chính Hạ Doãn Mạt trong bản remake của bộ phim đình đám một thời "Bong bóng mùa hè" và đã nhận được nhiều phản ứng tích cực từ phía khán giả và giới chuyên môn. Bằng diễn xuất thực lực cùng đời tư trong sạch, Trương Tuyết Nghênh đang dần khẳng định được bản thân trong lòng người hâm mộ. Năm 2019, cô được đài CCTV bầu chọn là một trong bốn Tứ Tiểu Hoa Đán cùng với Văn Kỳ, Trương Tử Phong, Quan Hiểu Đồng.

## Tiểu sử
Trương Tuyết Nghênh sinh ra tại thành phố Nghĩa Ô, tỉnh Chiết Giang, Trung Quốc. Năm sáu tuổi, cô được đạo diễn phát hiện vì đến thăm chị gái Trương Tuyết Mễ trong đoàn phim và bắt đầu tham gia diễn xuấ từ đó. Năm 14 tuổi, Tuyết Nghênh đã diễn xuất trong khá nhiều bộ phim như Tình yêu: Nở rộ, Mai phục, Mỹ nhân tâm kế, Cha à bình minh gọi con, Mĩ nhân vô lệ, Tiếu ngạo giang hồ,...
Tháng 4, 2016 Tuyết Nghênh đạt 115.2 điểm khi thi vào Học viện Hí Kịch trung ương đứng đầu trong các thì sinh tham gia dự thi. Ngày 20 tháng 6 năm 2016, kết quả kiểm tra đầu vào đạt 416 điểm .

## Sự nghiệp
Lúc nhỏ, Trương Tuyết Nghênh đã được tổ kịch của "Người Con Gái Anh Hùng Vĩnh Lạc" nhìn trúng. Và từ đó, cô bé đã lọt vào mắt xanh của đạo diễn và bắt đầu sự nghiệp diễn viên của mình. Năm 2003, Trương Tuyết Nghênh lần đầu tiên đóng phim. Cô diễn trong bộ phim truyền hình "281 Lá Thư" với vai diễn Đóa Đóa. Năm 2011, diễn trong bộ phim cổ trang "Mỹ Nhân Vô Lệ" vai Đổng Ngạc Uyển Ninh, qua vai diễn này Trương Tuyết Nghênh đã được công chúng biết đến nhiều hơn. Cô xây dựng sự nổi tiếng của mình ở Trung Quốc với nhiều vai phụ trong các bộ phim truyền hình, chẳng hạn như Tân Thần điêu đại hiệp (2014), Thiếu nữ toàn phong (2015) và 15 năm chờ đợi chim di trú (2016). Với vai diễn Tiểu Đông Tà Quách Tương trong phim truyền hình "Tân Thần điêu đại hiệp", Trương Tuyết Nghênh đã giành được nhiều tình cảm của khán giả.
Năm 2014, Trương Tuyết Nghênh đảm nhận vai nữ chính trong phim điện ảnh "Cẩu Thập Tam", cô đã giành được giải thưởng Liên hoan phim quốc tế Berlin lần thứ 64 – Gấu Pha Lê "Giải tiến cử đặc biệt" và giải LHP Điện ảnh Sinh Viên Đại Học Bắc Kinh với giải "Phim nhựa xuất sắc nhất".
Năm 2017, Trương Tuyết Nghênh đóng vai chính đầu tiên trên màn ảnh nhỏ trong Thời thanh xuân tươi đẹp nhất, phiên bản remake của bộ phim truyền hình Hàn Quốc Who Are You: School 2015. Năm 2018, cô đóng vai chính trong bộ phim lãng mạn Bong bóng mùa hè, bản phim remake tác phẩm năm 2010 dựa trên tiểu thuyết cùng tên của nhà văn Minh Hiểu Khê.
Vào năm 2019, Trương Tuyết Nghênh đã trở nên nổi tiếng với vai diễn trong bộ phim Cẩu Thập Tam (Einstein và Einstein) của đạo diễn Cao Baoping, bộ phim đã giành được sự hoan nghênh của giới phê bình. Cùng năm, cô đóng vai chính trong bộ phim cổ trang Bạch phát vương phi và phim truyền hình hành động dân quốc Nhiệt huyết thiếu niên.
Năm 2020, Trương Tuyết Nghênh được chọn vào vai chính cùng Lưu Hạo Nhiên và Trần Phi Vũ trong phim điện ảnh Tôi và Tổ quốc tôi của đạo diễn Trần Khải Ca.

## Phim

### Truyền hình
| Năm  | Tên                                | Tên tiếng Trung    | Vai                                           | Ghi Chú       |
| ---- | ---------------------------------- | ------------------ | --------------------------------------------- | ------------- |
| 2004 | 281 Lá thư                         | 281封信            | Đoá Đoá                                       |               |
| 2005 | Người con gái anh hùng Vĩnh Lạc    | 永乐英雄儿女       | Tiểu Cẩm Nương                                |               |
| 2005 | Tân liêu trai                      | 新聊斋志异         | Tiểu Thuý                                     | [ 4 ]         |
| 2005 | Phúc quý                           | 福贵               | Tiểu Phụng Hà                                 | [ 5 ]         |
| 2006 | Công phu trạng nguyên              | 功夫状元           | Tiểu Nha                                      |               |
| 2006 | Hồng Hài Nhi                       | 红孩儿             | Tiểu Long Nữ                                  |               |
| 2006 | Dương Nãi Võ Và Tiểu Bạch Thái     | 杨乃武与小白菜     | Tiểu Bạch Thái                                |               |
| 2007 | Đại kịch viện                      | 大剧院             | Tiểu Từ Anh                                   |               |
| 2007 | Hoá trang Vương Hầu                | 粉墨王侯           | Cúc Nhi                                       |               |
| 2007 | Phong Thần Bảng: Phụng Minh Kỳ Sơn | 封神榜之凤鸣岐山   | Thái Vân                                      |               |
| 2007 | Thuyền Chính Phong Vân             | 船政风云           | Tiểu A Hương                                  |               |
| 2008 | Đại Minh kỳ tài                    | 大明奇才           | Tiểu Cô                                       |               |
| 2008 | Tân Anh hùng xạ điêu               | 射雕英雄传         | Tiểu cô nương                                 |               |
| 2008 | Chu Nguyên Chương                  | 朱元璋             | Thanh Nhi                                     | Quay 2003     |
| 2008 | Đại Đường du hiệp truyện           | 大唐游侠传         | Hoa Nhi                                       |               |
| 2008 | Hồng Hải Đường                     | 红海棠             | Tiểu Khiếm Thực                               |               |
| 2009 | Nha đầu điên                       | 疯丫头             | Tây Tây                                       |               |
| 2009 | Mai Khôi giang hồ                  | 玫瑰江湖           | Tiểu Tư Như/ Tôn Phi Phi                      |               |
| 2009 | Mai phục                           | 潜伏               | Tiểu cô nương                                 |               |
| 2009 | Cha à bình minh gọi con            | 爸爸天亮叫我       | Nựu nhi                                       |               |
| 2009 | Tình yêu: nở rộ                    | 爱·盛开            | Ấu Lan                                        |               |
| 2010 | Mỹ nhân tâm kế                     | 美人心计           | Quán Đào công chúa/ Thích Vy                  |               |
| 2010 | Nữ thần bộ                         | 女神捕             | Như Ý                                         | Quay 2007     |
| 2011 | Gia tộc Tân An                     | 新安家族           | La Ti                                         |               |
| 2011 | A Thành                            | 阿诚               | Tiễu Tĩnh Nghi                                |               |
| 2011 | Cối xay gió                        | 风车               | Tiểu Đan Hồng                                 |               |
| 2011 | Con là con của cha                 | 80后的儿子50后的爸 | Trần Yên                                      | Quay 2008     |
| 2011 | Vì đó là tên của mẹ                | 以母亲的名义       | Đình Đình                                     |               |
| 2012 | Sơn hà luyến mỹ nhân vô lệ         | 山河恋·美人无泪    | Anh Tuấn/ Đổng Ngạc Uyển Ninh (Đổng Ngạc phi) |               |
| 2013 | Tiếu ngạo giang hồ                 | 笑傲江湖           | Lão Bất Tử                                    |               |
| 2013 | Vượt qua tuyến lửa                 | 穿越烽火线         | Tiểu Anh                                      |               |
| 2014 | Thần điêu đại hiệp                 | 神雕侠侣           | Quách Tương                                   |               |
| 2015 | Cha kế là thần tượng               | 我的继父是偶像     | Khang Ni                                      |               |
| 2015 | Thiếu nữ toàn phong                | 旋风少女           | Lý Ân Tú                                      |               |
| 2015 | Vân trung ca                       | 大汉情缘之云中歌   | Mạt Trà                                       |               |
| 2015 | Ban Thục truyền kỳ                 | 班淑传奇           | Lưu Diệm (Bắc Hương Công Chúa)                |               |
| 2016 | Truyền thuyết Thanh Khâu Hồ        | 青丘狐传说         | Ông Hồng Đình                                 |               |
| 2016 | 15 năm chờ đợi chim di trú         | 十五年等待候鸟     | Hàn Dĩ Thần                                   |               |
| 2017 | Thời thanh xuân tươi đẹp nhất      | 青春最好时         | Sơ Âm Âm - Hạ Nhi                             |               |
| 2018 | Bong bóng mùa hè 2018              | 泡沫之夏           | Doãn Hạ Mạt                                   | Quay 2017     |
| 2019 | Bạch phát vương phi                | 白发               | Mạn Yêu/ Dung Nhạc                            |               |
| 2019 | Nhiệt huyết thiếu niên             | 热血少年           | Hạ Hồng Y                                     |               |
| 2021 | Tên Của Em Họ Của Anh              | 你的名字我的姓氏   | Liên Tâm                                      | Quay 2017     |
| TBA  | Cẩm y dạ hành                      | 锦衣夜行           | Tôn Diệu Qua                                  | Quay năm 2015 |
| TBA  | Những cô gái bóng chuyền           | 燃！沙排少女       | Lý Quả Đóa                                    |               |

### Điện ảnh
| Năm  | Tên                                   | Tên tiếng Trung  | Vai              | Ghi Chú   |
| ---- | ------------------------------------- | ---------------- | ---------------- | --------- |
| 2006 | Hoắc Nguyên Giáp                      | 霍元甲           | Tiểu cô nương    |           |
| 2007 | Hoa Và Cờ                             | 花与棋           | Tiểu Mai         |           |
| 2011 | Con gái                               | 女儿             | Tiểu Phụng       |           |
| 2012 | Năm tháng tĩnh lặng                   | 岁月无声         | Đa Đa            |           |
| 2013 | Cẩu Thập Tam                          | 狗十三           | Lý Ngoạn         |           |
| 2014 | Người mẹ phiến cảnh                   | 片警妈妈         | Trương Ngọc Miêu |           |
| 2015 | Yêu tôi thì cùng tôi xem điện ảnh nhé | 爱我就陪我看电影 | Ti Vũ            |           |
| 2015 | Tiếng ca vượt khói súng               | 穿越硝烟的歌声   |                  | Khách mời |
| 2016 | Đại mộng tây du                       | 大梦西游         | Yêu Yêu          |           |
| 2016 | Khi tôi là bạn                        | 当我成为你       | Tô Kiều Kiều     |           |
|      | Đồng thoại trong Mùa Đông             | 冬天里的童话     | Đình Đình        |           |
|      | Bắt bóng                              | 追球             | Cốc Tình Tình    |           |
|      | Thời niên thiếu của tôi               | 我的少年时代     |                  |           |
| 2022 | Thầm Yêu - Quất Sinh Hoài Nam         | 电影暗恋橘生淮南 | Lạc Chỉ          |           |

### Phim ngắn
| Tên              | Vai                | Ghi Chú |
| ---------------- | ------------------ | ------- |
| Cướp tiền (偷钱) | tiểu thư Tiểu Bình | [ 7 ]   |

### Web drama
| Năm  | Tên                    | Vai                  | Đạo diễn   | Bạn diễn                               | Ghi Chú           |
| ---- | ---------------------- | -------------------- | ---------- | -------------------------------------- | ----------------- |
| 2015 | Cổ kính (古镜)         | Thạch Tinh           | Lam Chí Vĩ | Trịnh Hi Di, Ứng Hạo Minh, Ngũ Lâm Khả | Mango TV sản xuất |
| 2022 | Mặc Bạch (墨白)        | Lục Hoàn Hoàn/Sừ Hòa | Vương Nham | Tất Văn Quân, Quách Phẩm Siêu, Đại Tư  | iQIYI sản xuất    |
| 2023 | Trạch Quân Ký (择君记) | Thẩm Diệu            | Ngô Cường  | Hình Chiêu Lâm, Vương Dĩ Luân          | Tencent sản xuất  |

## Show
| Năm  | Chương trình                              | Phát sóng  | Ghi chú                                                                                              |
| ---- | ----------------------------------------- | ---------- | --- |
| 2010 | Ngôi sao đang đến                         | 21/05/2010 | Cuộc thi Tiếng hát Tuổi trẻ                                                                          |
| 2010 | Bảo tàng Khoa học và Công nghệ Trung Quốc | 10/12/2010 | Phiên bản Kênh Cối Xay Gió Số 344                                                                    |
| 2010 | Bảo tàng phim Trung Quốc                  | 27/12/2010 | Cối xay gió Xay gió quay quay                                                                        |
| 2015 | Ngày ngày tiến lên                        | 16/01/2015 | Người Đẹp Của Văn Minh Trung Hoa tập 3 của bộ truyện "Người phụ nữ tài sắc vẹn toàn"                 |
| 2016 | Sự chăm sóc của mẹ                        | 17/01/2016 | Thiếu nữ tuần phong                                                                                  |
| 2016 | Sự chăm sóc của mẹ                        | 31/01/2016 | Những khó khăn của người mẫu nhạc rock để theo đuổi ước mơ của họ                                    |
| 2016 | Ngày ngày tiến lên                        | 12/02/2016 | Chủ đề: Ấm áp Vương gia                                                                              |
| 2016 | Sự chăm sóc của mẹ                        | 14/02/2016 | Mẹ khuyết tật ngồi xe lăn đến trường để hỗ trợ cậu con trai sinh năm 90 đi học khiêu vũ              |
| 2016 | Sự chăm sóc của mẹ                        | 20/03/2016 | Đội cứu hỏa "bí mật" của Ninh Hoàng Vũ và các chiến binh sau thập niên 90 phàn nàn về lòng hiếu thảo |
| 2016 | Vương bài đối vương bài                   | 25/03/2016 | Trương Nhược Quân Anh trai đưa em gái đi học                                                         |
| 2016 | Sự chăm sóc của mẹ                        | 27/03/2016 | |
| 2016 | WAKOO！娱小姐                             | 29/03/2016 | |
| 2016 | Sự chăm sóc của mẹ                        | 14/10/2016 | |
| 2016 | The Generation Show                       | 20/05/2016 | |
| 2016 | 超级大首映                                | 22/05/2016 | |
| 2017 | chị Ba thử thách cưng                     | 02/06/2017 | |
| 2017 | Ngày ngày tiến lên                        | 14/07/2017 | Trương Tuyết Nghênh Vương Nhất Bác khiêu vũ lãng mạn                                                 |
| 2017 | Sinh viên đại học đang đến 2              | 02/08/2017 | |
| 2017 | Sự ra đời của diễn viên                   | 09/12/2017 | Diễn Tương ái                                                                                        |
| 2017 | Sự ra đời của diễn viên                   | 16/12/2017 | cùng Chương Tử Di quay phim                                                                          |
| 2017 | Sự ra đời của diễn viên                   | 23/12/2017 | Diễn một phân cảnh trong bộ phim Nửa đời trước của tôi                                               |
| 2017 | Thú cưng dễ thương                        | 23/12/2017 | Khách mời                                                                                            |
| 2018 | Sự ra đời của diễn viên                   | 06/01/2018 | Diễn một phân cảnh trong phim Cút ngay! U Quân                                                       |
| 2018 | Vương bài đối vương bài                   | 02/02/2018 | |
| 2018 | Đông Nam Tây Bắc hạ tân xuân              | 14/02/2018 | |
| 2018 | Nói chuyện ban đêm                        | 20/02/2018 | Show đặc biệt "Sự ra đời của diễn viên"                                                              |
| 2018 | Nói chuyện ban đêm                        | 21/02/2018 | Show đặc biệt "Sự ra đời của diễn viên"                                                              |
| 2018 | Vương bài đối vương bài                   | 23/02/2018 | |
| 2018 | Phi Thường Tĩnh Cự Ly                     | 15/03/2018 | |
| 2018 | Happy Camp                                | 17/03/2018 | |
| 2018 | Kinh điển vịnh lưu truyền                 | 14/04/2018 | Hát 清平调                                                                                           |
| 2018 | Người phụ nữ có điều gì đó muốn nói       | 14/05/2018 | Với Hám Thanh Tử, Hề Mộng Dao, Tạ Y Lâm                                                              |
| 2018 | Give me five                              | 07/07/2018 | Khách mời                                                                                            |
| 2018 | Give me five                              | 14/07/208  | Khách mời                                                                                            |
| 2019 | Diễn viên mời vào chỗ                     | 06/12/2019 | Diễn "Trà đá Trường đảo"                                                                             |
| 2019 | Dạo chơi cả thế giới 慢游全世界           | 18/12/2019 | |
| 2020 | Gala lễ hội mùa xuân CCTV3                | 17/01/2020 | Hát 圆滚滚的幸福                                                                                     |
| 2020 | Tuổi trẻ trên trái đất                    | 06/09/2020 | |
| 2020 | Làm mới Cố Cung (Mùa 3)                   | 28/11/2020 | Nhà phát triển sản phẩm sáng tạo của Tử Cấm Thành                                                    |

## Quảng cáo, đại diện, đại ngôn
| Kỳ                     | Tên                          | Ghi Chú                                          |
| ---------------------- | ---------------------------- | ------------------------------------------------ |
| Tháng 2 năm 2015       | ESQUIRE                      | Số đặc biệt ngày lễ tình nhân                    |
| Tháng 4 năm 2015       | 《音乐周刊》FM97.5           | Sao nhí phát triển không dễ                      |
| Số thứ 5 năm 2016      | 《女友校园版》               | Ảnh bìa                                          |
| Tháng 5 năm 2016       | COSMO                        | i Gen新女神                                      |
| Tháng 7 năm 2016       | CHIC                         | Cố gắng thử thách                                |
| Tháng 7 năm 2016       | BIZMODE                      | Tài năng trẻ                                     |
| Tháng 8 năm 2016, Kỳ 4 | Femina                       | Tôi thật sự là con gái                           |
| Tháng 8 năm 2016       | GRAZIA                       | Tuần này, cô nàng dạo phố là hot nhất            |
| Tháng 10 năm 2016      | BAZAAR                       | Phim đồ họa - khi chúng ta còn trẻ               |
| Tháng 10 năm 2016      | GRAZIA                       | Học bá cũng là một sinh viên thời trang hàng đầu |
| 2016                   | Femina số 46                 |                                                  |
| Tháng 7 năm 2017       | GRAZIA                       |                                                  |
| Tháng 8 năm 2017       | COSMO                        |                                                  |
| Tháng 8 năm 2017       | Instyle                      | Luôn ghi nhớ ý định ban đầu                      |
| Tháng 9 năm 2017       | BAZAAR                       | Nữ diễn viên mới bắt đầu cuộc sống               |
| Tháng 10 năm 2017      | L'OFFCIEL                    |                                                  |
| Tháng 1 năm 2018       | SIZE                         | Bìa tạp chí                                      |
| Tháng 1 năm 2018       | CHIC                         | Bìa tạp chí                                      |
| Tháng 3 năm 2018       | L'OFFCIEL                    | Bìa tạp chí                                      |
| Tháng 3 năm 2018       | Tuần báo Thanh niên Bắc Kinh | Bìa tạp chí                                      |
| Tháng 3 năm 2018       | EASY                         | Bìa tạp chí                                      |
| Tháng 4 năm 2018       | Lifestyle                    | Bìa tạp chí                                      |
| Tháng 5 năm 2018       | OK!                          | Bìa tạp chí                                      |
| Tháng 1 năm 2019       | Modern Weekly                | Tìm sự hoàn hảo trong sự không hoàn hảo          |

## Giải thưởng
| Năm  | Giải thưởng                                                | Hạng mục                                      | Phim                                        | Kết quả   | Ghi chú |
| ---- | ---------------------------------------------------------- | --------------------------------------------- | ------------------------------------------- | --------- | ------- |
| 2014 | Liên hoan phim quốc tế Berlin lần thứ 64 - Gấu Pha Lê      | Giải tiến cử đặc biệt                         | Cẩu Thập Tam                                | Đoạt giải |         |
| 2016 | LHP Điện ảnh Sinh Viên Đại Học Bắc Kinh                    | Phim Nhựa xuất sắc nhất                       | Cẩu Thập Tam                                | Đoạt giải |         |
| 2017 | Đoàn Thanh niên Cộng sản Trung Quốc (CCYL)                 | Huân chương ngày 4 tháng 5                    | —                                           | Đoạt giải | [ 18 ]  |
| 2017 | ifeng Fashion Choice Awards                                | Nữ diễn viên được yêu thích nhất              | —                                           | Đoạt giải | [ 19 ]  |
| 2017 | Baidu Records Press Conference                             | Nữ diễn viên triển vọng nhất                  | —                                           | Đoạt giải | [ 20 ]  |
| 2017 | Sina Best Taste Fashion Awards                             | Thần tượng có năng lực nhất                   | —                                           | Đoạt giải | [ 21 ]  |
| 2018 | Chic Style Awards                                          | Nữ thần tượng của năm                         | —                                           | Đoạt giải | [ 22 ]  |
| 2019 | Giải Hoa Đỉnh lần thứ 25                                   | Diễn viên mới xuất sắc nhất                   | Cẩu Thập Tam                                | Đề cử     | [ 23 ]  |
| 2019 | Lễ trao giải Diễn viên Trung Quốc lần thứ 6                | Nữ diễn viên chính xuất sắc nhất (Web series) | Bạch phát vương phi                         | Đề cử     | [ 24 ]  |
| 2019 | Kim Cốt Đoá - Liên hoan phim và truyền hình mạng lần thứ 4 | Nữ diễn viên xuất sắc nhất                    | Bạch phát vương phi, Nhiệt huyết thiếu niên | Đề cử     | [ 25 ]  |
| 2023 | Lễ hội điện ảnh và truyền hình đêm Tiền Đường              | Nữ diễn viên được yêu thích nhất              | Thầm Yêu – Quất Sinh Hoài Nam               | Đoạt giải |         |